# Челенца-Вальфорторе
Челенца-Вальфорторе (італ. Celenza Valfortore) — муніципалітет в Італії, у регіоні Апулія,  провінція Фоджа.
Челенца-Вальфорторе розташована на відстані близько 220 км на схід від Рима, 165 км на захід від Барі, 50 км на захід від Фоджі.
Населення — 1636 осіб (2014).
Щорічний фестиваль відбувається 24 червня. Покровитель — San Giovanni.

## Демографія
Населення за роками:

Станом на 1 січня 2023 року в муніципалітеті офіційно проживали 24 іноземці з 2 країн, серед них 24 громадяни країн Євросоюзу.

## Сусідні муніципалітети
- Карлантіно
- Казальнуово-Монтеротаро
- Гамбатеза
- Макк'я-Вальфорторе
- Мотта-Монтекорвіно
- П'єтрамонтекорвіно
- Сан-Марко-ла-Катола
- Туфара
- Вольтурара-Аппула